# Jerzy Konieczny (minister)
Jerzy Marian Konieczny (ur. 12 sierpnia 1950 w Katowicach, zm. 27 lipca 2020 w Rycerce Górnej) – polski prawnik, nauczyciel akademicki i funkcjonariusz publiczny, doktor habilitowany nauk prawnych, w latach 1992–1993 szef Urzędu Ochrony Państwa, w latach 1995–1996 minister spraw wewnętrznych.

## Życiorys
Syn Wiktora i Doroty. Odbył studia chemiczne na Wydziale Matematyki, Fizyki i Chemii Uniwersytetu Śląskiego w Katowicach, uzyskując tytuł zawodowy magistra chemii. Ukończył także studia prawnicze na Wydziale Prawa i Administracji Uniwersytetu Jagiellońskiego. W 1979 uzyskał na Uniwersytecie Wrocławskim stopień doktora nauk prawnych na podstawie pracy zatytułowanej Ekspertyza dokumentów sporządzonych pismem ręcznym na papierze syntetycznym, napisanej pod kierunkiem profesora Zdzisława Kegla. W 1990 na podstawie rozprawy pt. Pojęcia prawdopodobieństwa ze stanowiska procesu karnego i kryminalistyki otrzymał na Wydziale Prawa i Administracji Uniwersytetu Śląskiego stopień doktora habilitowanego nauk prawnych.
W latach 1988–1989 był kierownikiem Zakładu Kryminalistyki Instytutu Ekspertyz Sądowych w Krakowie. Od sierpnia 1990 do lutego 1991 był dyrektorem delegatury Urzędu Ochrony Państwa w Katowicach, od lutego 1991 do lipca 1992 zajmował stanowisko zastępcy szefa UOP.
Od lipca 1992 do grudnia 1993 pełnił funkcję szefa UOP. W 1994 założył agencję ochrony Konsalnet. Od 29 grudnia 1995 do 7 lutego 1996 był ministrem spraw wewnętrznych w rządzie Józefa Oleksego. W wyborach parlamentarnych w 1997 bez powodzenia ubiegał się o mandat posła na Sejm w okręgu podwarszawskim z listy Sojuszu Lewicy Demokratycznej.
Był nauczycielem akademickim w Katedrze Kryminalistyki Uniwersytetu Śląskiego w Katowicach, Krakowskiej Akademii im. Andrzeja Frycza Modrzewskiego oraz Wyższej Szkole Zarządzania i Marketingu w Warszawie, a także na Wydziale Prawa i Administracji Uniwersytetu Opolskiego.
Współautor (wraz z Andrzejem Abramskim) książki Justycjariusze, hutmani, policjanci. Z dziejów służb ochrony porządku w Polsce (Wydawnictwo „Śląsk”, Katowice 1988). Autor książek: Wprowadzenie do bezpieczeństwa biznesu (Konsalnet, Warszawa 2004) oraz Kryminalistyka (współautorzy: Jan Widacki i Tadeusz Widła, C.H. Beck, Warszawa 2008).
Zmarł 27 lipca 2020. Został pochowany 31 lipca 2020 na cmentarzu parafialnym w Rycerce Górnej.

## Odznaczenia
- Odznaka Honorowa imienia gen. Stefana Roweckiego „Grota” – 2011